# Hermann Cranz

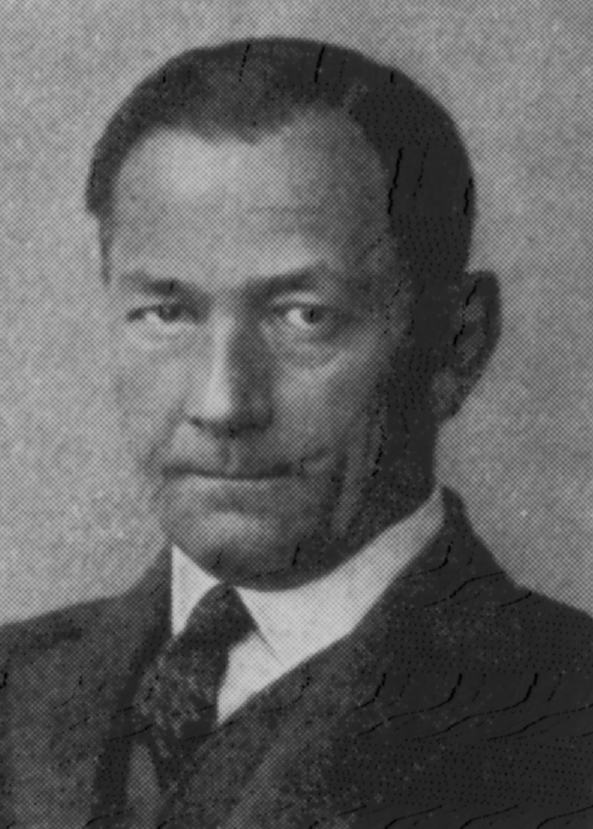
Hermann Cranz, um 1931

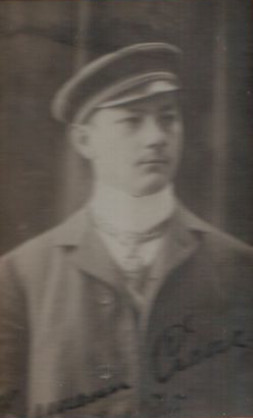
Hermann Cranz im Couleur seiner Burschenschaft Alemannia Stuttgart.

Hermann Karl Georg Cranz (* 12. August 1883 in Stuttgart; † 6. Februar 1944 in Hannover) war ein deutscher Ingenieur und Professor für Mechanik an der Technischen Hochschule Hannover. 

## Leben
Hermann Cranz wurde als Sohn des Mathematik-Professors Heinrich Cranz geboren.
Cranz studierte Maschinenbau an der TH Berlin und promovierte. 1903 schloss er sich der Burschenschaft Alemannia Stuttgart an. In Berlin war er Assistent bei Otto Kammerer, den er bei Verschleißforschungen an Zahnrädern in Straßenbahnen unterstützte. Ab 1920 lehrte er bis zu seinem Tod als ordentlicher Professor für Mechanik an der Technischen Hochschule Hannover. Im November 1933 unterzeichnete er das Bekenntnis der Professoren an den deutschen Universitäten und Hochschulen zu Adolf Hitler in Leipzig.

## Schriften
- Versuche mit Schmierringen bei höheren Tourenzahlen, Deutsche Verlagsanstalt, 1913
- mit Reinhard Hugershoff: Grundlagen der Photogrammetrie aus Luftfahrzeugen, Wittwer, Stuttgart 1919
- Versuche mit Zahnrädern von Strassenbahnwagen, Oldenbourg, Berlin/München 1923
- Modellversuche zur Lösung von Aufgaben des ersten Potentials, in:  Archive of Applied Mechanics, Volume 7, Number 6 (1936), 432–438
- Die experimentelle Bestimmung der Airyschen Spannungsfunktion mit Hilfe des Plattengleichnisses, in:  Archive of Applied Mechanics, Volume 10, Number 3 (1939), 159–166